# St. Johannes der Täufer (Meckenheim)

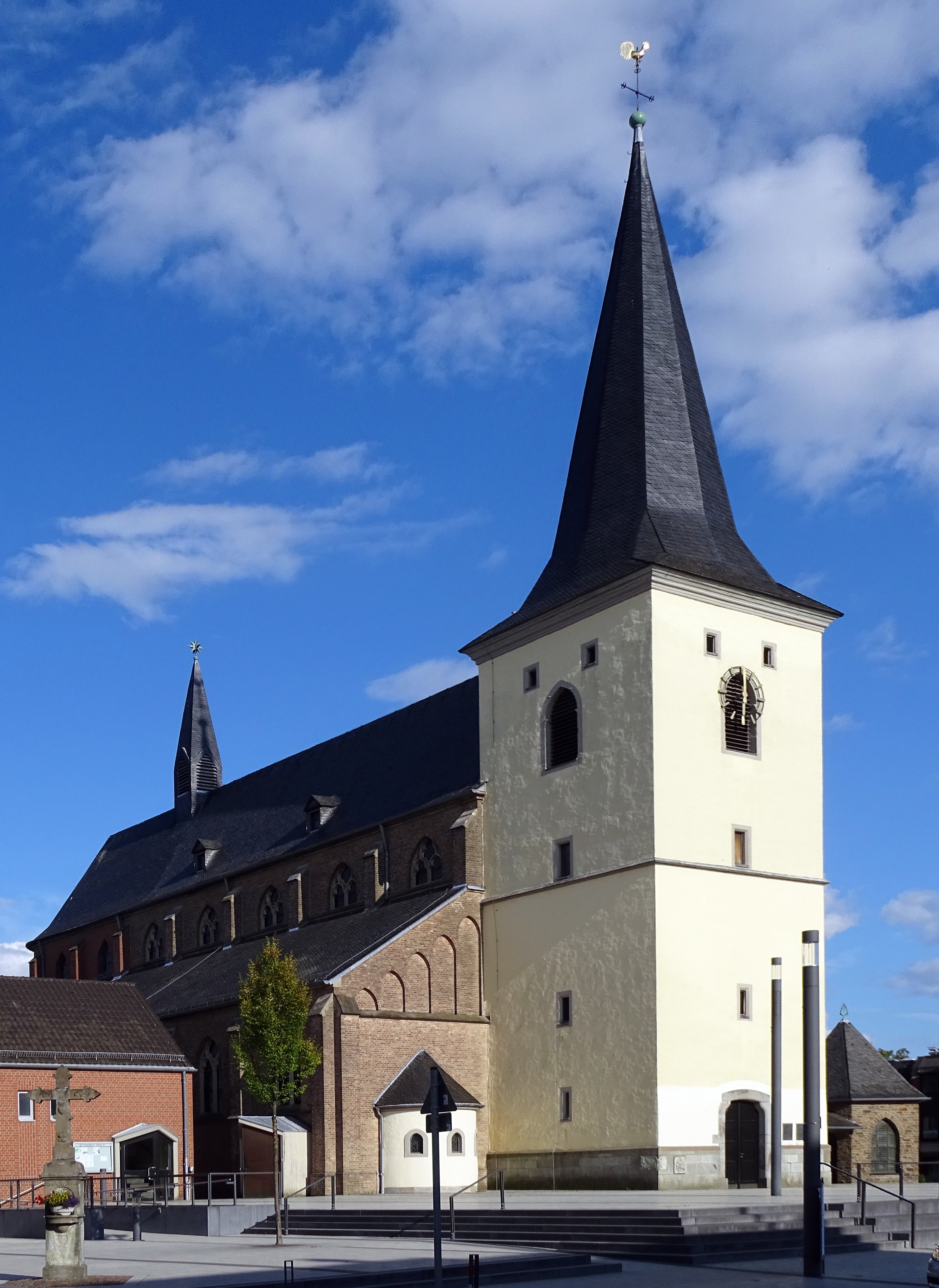
Pfarrkirche St. Johannes der Täufer mit anschließendem Jugendheim und Kapelle (2019)

St. Johannes der Täufer ist eine römisch-katholische Pfarrkirche in Meckenheim im Rhein-Sieg-Kreis in Nordrhein-Westfalen. Die gleichnamige Pfarrgemeinde bildet mit St. Jakobus Ersdorf, St. Petrus Lüftelberg, St. Michael Merl und St. Martin Rheinbach-Wormersdorf die Pfarreiengemeinschaft Meckenheim im Kreisdekanat Rhein-Sieg-Kreis (Erzbistum Köln).

## Geschichte von Pfarrgemeinde und Kirche
Ein erstes Zeugnis des Christentums in Meckenheim stammt aus dem 9. Jahrhundert. 853 vermachte der Priester Herigar seinen Herrenhof zu Meckenheim dem Bonner Cassiusstift. Dieser Herrenhof lag direkt neben der heutigen Kirche und dürfte eine Privatkapelle besessen haben, die wohl bereits unter dem Patrozinium Johannes des Täufers stand; die Fundamente der Kapelle werden unter dem heutigen Bau vermutet.
Ausdrücklich genannt wird eine Kirche zu Meckenheim in einer Bestätigung der Besitztümer des Bonner Cassiusstifts durch Papst Innozenz I. aus dem Jahre 1131. Ursprünglich wohl als Saalkirche konzipiert, wurde der Bau in romanischer Zeit um einen wuchtigen viereckigen Turm erweitert. Dieser ist im 12./13. Jahrhundert anzusetzen und besteht bis heute. In gotischer Zeit wurde die Kirche erneut erweitert, vermutlich als zweischiffige Kirche mit Hauptschiff und südlich gelegenem Seitenschiff, voneinander abgeteilt durch breite Spitzbögen. Auf einem der Schlusssteine der spätgotischen Gewölbe war das Wappen der Herren von Meckenheim zu sehen.
Während des Dreißigjährigen Krieges, am 23. Juli 1645, fiel eine hessische Kompanie in den Ort ein, die auch die Kirche ausraubte und entweihte. Auch dem aufkommenden Hexenwahn in der ersten Hälfte des 17. Jahrhunderts fielen zahlreiche Bürgerinnen Meckenheims zum Opfer; Pfarrer Hubert Fabricius (1608–1652) trat vehement gegen den Wahnsinn der Hexenverbrennung ein.
In den Jahren 1889/90 wurde das heutige Kirchengebäude an der Stelle des Vorgängerbaues errichtet. Der mittelalterliche Kirchturm blieb erhalten. Bei der Bombardierung Meckenheims durch die Alliierten gegen Ende des Zweiten Weltkriegs, Anfang März 1945, wurde auch die St.-Johannes-Kirche stark in Mitleidenschaft gezogen, und es dauerte fast zehn Jahre, bis die Schäden an der Kirche vollständig behoben waren. Als in den 1970er-Jahren die Einwohnerzahl der Stadt wegen der Nähe zur Bundeshauptstadt Bonn stark angestiegen war, entschloss man sich in den Jahren 1973 bis 1976 zu einer Vergrößerung des Kirchenraums nach Entwürfen des Kölner Architekten Werner Fritzen. Die neugotische Choranlage wurde durch ein breites Querschiff mit halbrunder Chorapsis ersetzt. Gleichzeitig erhielt die Kirche eine geräumigere Orgelbühne sowie einen neuen Glockenstuhl aus Eichenholz, und das gesamte Bauwerk wurde renoviert.
Die 1924 errichtete Stephanuskapelle gehört zur Pfarrgemeinde.
| Johann Erkensvonch                                                                         | 1363                    |
| Pfarrer Dietrich                                                                           | 1395                    |
| Pfarrer Henricus                                                                           | ca. 1412–1418           |
| Rolandus Heyden                                                                            | 1429                    |
| Pfarrer Winand                                                                             | 1454                    |
| Pfarrer Servaiß                                                                            | ca. 1550–1553           |
| Johannes von Weißweiler                                                                    | ca. 1569–1582           |
| Paulus Euskirchen                                                                          | ca. 1604–1607           |
| Hubertus Fabritius                                                                         | 1608–1652               |
| Georg Knabe (auch Knaeben)                                                                 | 1652–1674               |
| Frambertus Reick oder Rieck                                                                | ?–1704                  |
| Konrad Hochhausen                                                                          | 1704–1715               |
| Johann Heinrich Classen                                                                    | 1718–1750               |
| Kornelius Mentzen                                                                          | 1750–1786               |
| Heinrich Hünten                                                                            | 1787–1803               |
| Theobald Knöll                                                                             | 1803–1812               |
| Johann Adam Schmitz (Pfarrverwalter)                                                       | 1812–1822               |
| Theobald Knöll (zum zweiten Mal)                                                           | 1823–1828               |
| Peter Josef Clemens                                                                        | 1828–1872               |
| Georg Friedrich Karl Joseph Hermkes                                                        | 1872–1898               |
| Gerhard Albert Pesch                                                                       | 1899–1913               |
| Franz Kreiten                                                                              | 1913–1944               |
| Heinrich Broelsch                                                                          | 1944–1960               |
| Johannes Heisterkamp                                                                       | 1960–1973               |
| Albrecht Tewes († 27. November 2022)                                                       | 1973–2001               |
| Lambert Schäfer                                                                            | 2001–2004               |
| P. Antoni Trojak CSMA (Pfarrverweser) († 2019)                                             | 2004–2005               |
| Michael Jung († 17. Dezember 2022)                                                         | 2005–2008               |
| Bernhard Auel, Kreisdechant, Msgr. (Pfarrverweser)                                         | 2008–2010               |
| Dr. Reinhold Malcherek (Pfarrverweser, seit 1. November 2012 leitender Pfarrer), Definitor | 2010 – 28. Februar 2022 |
| Franz-Josef Steffl (Pfarrverweser)                                                         | 2022–2023               |
| Michael Maxeiner                                                                           | seit September 2023     |

## Kirchengebäude

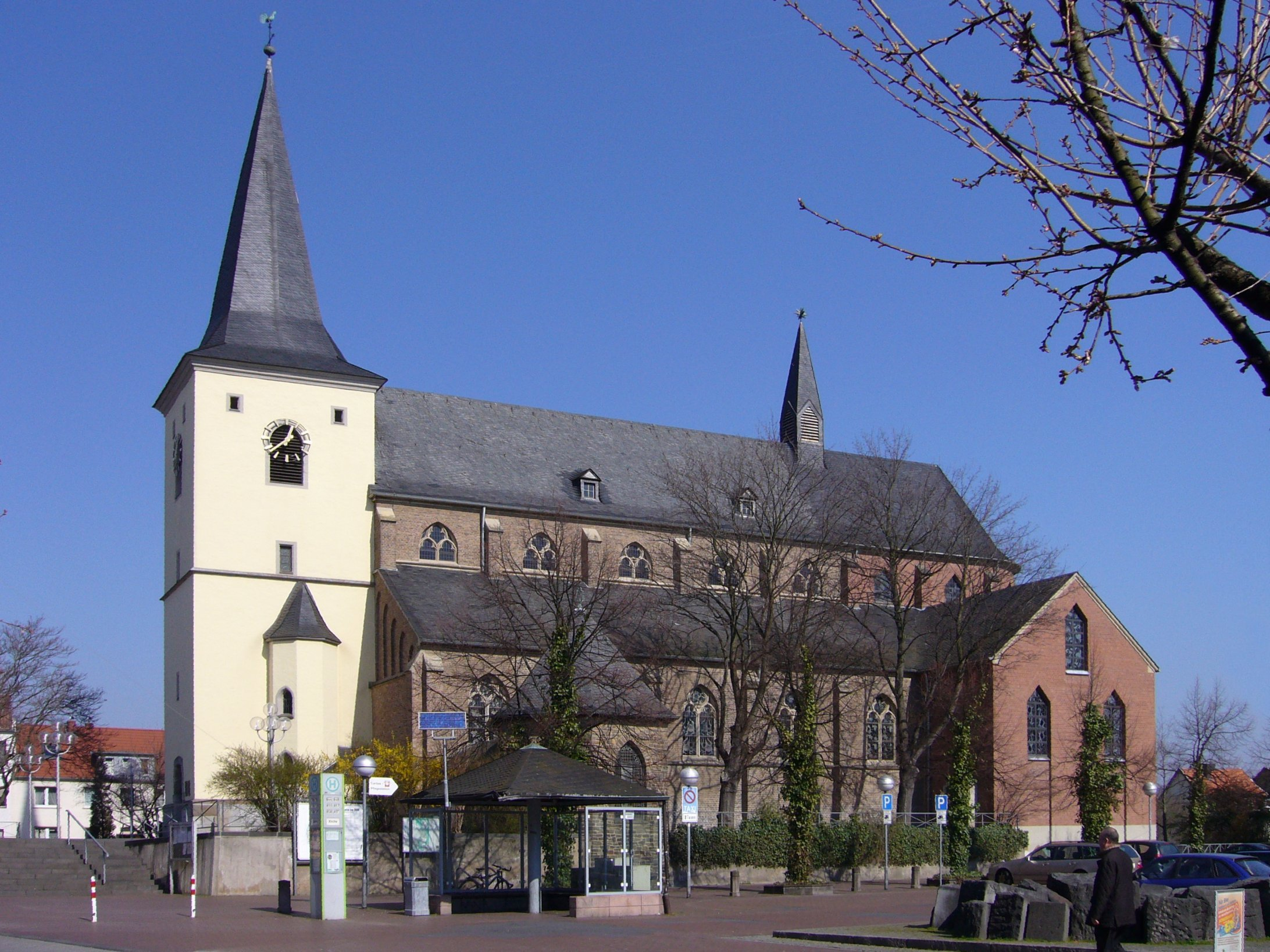
St. Johannes von Süden (2007 vor der Neugestaltung von Hauptstraße und Kirchplatz)

Die Kirche steht geostet um etwa 3 m erhöht an der mittleren Hauptstraße in der Meckenheimer Kernstadt, der obere Kirchplatz mit Kirche und nördlich anschließendem Jugendheim wird durch Freitreppen erschlossen. Wegen des nach Osten zur Swist hin leicht abschüssigen Geländes konnte unter der neuen Chorapsis und dem Querschiff ein halbrunder Pfarrsaal mit Nebenräumen angeordnet werden. Südlich des Turms steht in der Flucht des Jugendheims frei eine in den 1950er-Jahren entstandene sechseckige Kapelle. Sie wurde mit Fenstern des Glasmalers Hans Lünenborg (Köln) ausgestaltet, in denen Bezug auf das Kriegsgeschehen in Meckenheim genommen wird.
Der älteste Bauteil der  Pfarrkirche ist der schwere romanische Kirchturm aus dem 12. oder 13. Jahrhundert westlich mittig vor dem Kirchenschiff, der von einem spitzen achteckigen Turmhelm gekrönt wird. Daran schließt sich ein neugotisches dreischiffiges Langhaus an, erbaut 1889/90 durch die Bonner Architekten A. Becker und J. Böhm. Dem Kirchenraum war östlich ein neugotischer Hochchor mit zwei Seitenchören vorgelagert. Bei der Erweiterung 1973/76 wurde auf eine stilistische und maßstäbliche Einheit mit dem alten Bauwerk geachtet. Trauf- und Firsthöhen der Dächer des neugotischen Kirchenbaues wurden in dem neuen Querschiff und der Chorapsis aufgenommen, die spitzbogigen Maßwerkfenster wurden in abstrahierter Form nachgebildet und der Mauerwerkscharakter des Ziegelsteinbaues fortgeführt. Im Innern wurden die gotischen Deckengewölbe durch gefaltete Holzdecken und Ornamentband ersetzt. Im Schnittpunkt des Kirchenschiffes mit dem Querhaus, in der Vierung der Kirche, liegt der Altarhügel.

## Ausstattung

### Prinzipalien
Altar, Ambo und Sakramentshaus mit Tabernakel bestehen aus weißem französischem Savonnières-Kalkstein und rotem italienischem Marmor. Das Sakramentshaus erhebt sich hinter dem Altar auf einem Podest und ist geschmückt mit Reliefs zu eucharistischen Motiven aus dem Alten und dem Neuen Testament. Die Prinzipalien wurden wie das Hängekreuz über dem Altar geschaffen von dem Bildhauer Theo Heiermann aus Köln-Sürth.
Der Taufbrunnen datiert wohl aus der romanischen Zeit und fand nach umfassender Restaurierung seinen  Platz im Chorraum.

### Fenster
Die neuen Fenster in Kirchenschiff und Chorraum stammen ebenfalls von Glasmaler Hans Lünenborg. Während die Fenster des östlichen Neubauteils intensiv in einer breiten Farbskala strahlen und die sparsame Architektur bereichern, beschränken sich die in den neugotischen Seitenschiffen auf Rapporte aus einfachen Blattornamenten in weiß-grauen Gläsern. In der kleinen Konche neben dem Eingang und in den beiden Seiteneingängen stellte Lünenborg zusätzlich das Haupt des Kirchenpatrons Johannes des Täufers dar (dazu Mk 6,27-28 ), in den Seiteneingängen die Mutter Gottes mit dem Jesuskind und ein Engel mit Posaune.

### Weitere Einrichtungsgegenstände
Einige zur Kirche gehörende Heiligenfiguren wurden restauriert und in den neu gestalteten Kirchenraum eingebracht: ein „St. Johannes der Täufer“ (um 1700) und eine strenge, aus einem Eichenbalken des alten Glockenstuhls geschnitzte Marienfigur von Rudolf Peer (Meran, 1954), Statuen der Heiligen Petrus, Judas Thaddäus und Josef. Die Stipites der früheren Seitenaltäre mit den Symbolfiguren des Osterlammes und des Pelikans sind als Kredenzen im Chorbereich aufgestellt. Teile der mit neugotischen Schnitzelementen verzierten alten Beichtstühle wurden zu Beistelltischen umgearbeitet.
Die Stationen eines  neugotischen Kreuzwegs unbekannter Herkunft fanden 1979 in Chorraum und Querschiff der Kirche ihren Platz. Die farblich reich gefassten Hochreliefdarstellungen in geschnitzten und mit Kreuzblumen verzierten Eichenrahmen wurden von dem Restaurator Roland Gassert (Wachtberg) wiederhergestellt.

## Orgel
Die Orgel stammt in den Ursprüngen von 1860 (Gebrüder Müller, Reifferscheid). Für die neue Kirche umgebaut und erweitert wurde sie 1890 durch Johannes Klais (18 Register); die Firma Klais nahm auch 1950 die Beseitigung kriegsbedingter Schäden vor. 1979, nach Erweiterung der Kirche, erfolgte durch Willi Peter ein weitgehender Neubau, bei dem aber viele alte Pfeifen erhalten blieben; der Komplettausbau war 1998 beendet. Das Instrument hat heute 34 Register auf drei Manualen und Pedal in mechanischer Traktur.
| I Positiv C–g3 |        |
| Rohrflöte      | 8′     |
| Gemshorn       | 8′     |
| Flöte          | 4′     |
| Principal      | 2′     |
| Nasard         | 2 ⁄3′  |
| Terz           | 1 3⁄5′ |
| Scharff IV     | 1′     |
| Schalmei       | 8′     |
| Tremulant      |        |

| II Hauptwerk 0C–g3 |       |
| Bordun             | 16′   |
| Principal          | 8′    |
| Holzflöte          | 8′    |
| Salicional         | 8′    |
| Octave             | 4′    |
| Offenflöte         | 4′    |
| Sesquialter II     | 2 ⁄3′ |
| Superoktave        | 2′    |
| Mixtur V           | 1 ⁄3′ |
| Trompete           | 8′    |

| III Schwellwerk C–g3 |       |
| Hohlflöte            | 8′    |
| Schwebung            | 8′    |
| Principal            | 4′    |
| Spitzflöte           | 4′    |
| Flachflöte           | 2′    |
| Sifflöte             | 1 ⁄3′ |
| Mixtur IV            | 2′    |
| Basson               | 16′   |
| Oboe                 | 8′    |
| Tremulant            |       |

| Pedalwerk C–f1  |     |
| Subbass         | 16′ |
| Octavbass       | 8′  |
| Pommer          | 8′  |
| Choralbass      | 4′  |
| Nachthorn       | 2′  |
| Rauschpfeife IV | 2′  |
| Posaune         | 16′ |

- Koppeln: III/P, II/P, I/P, III/II,  I/II, III/I
- 2 freie Kombinationen, eine zusätzliche Pedalkombination

## Glocken
Das Geläut besteht aus vier Glocken im Kirchturm. Zwei Bronzeglocken wurden im Zweiten Weltkrieg eingeschmolzen und 1952 durch Stahlglocken ersetzt.
| Nr. | Name           | Schlagton/ Nominal | Material | Durchmesser (mm) | Gewicht (kg) | Gussjahr | Gießer                                      |
| --- | -------------- | ------------------ | -------- | ---------------- | ------------ | -------- | ------------------------------------------- |
| I   | Johann Baptist | d′ - 4             | Stahl    | 1510             | 1307         | 1952     | Bochumer Verein                             |
| II  | Katharina      | f′ - 4             | Bronze   | 1125             | 0900         | 1819     | Gebrüder Claren, Sieglar                    |
| III | Maria          | g′ - 5             | Stahl    | 1110             | 0518         | 1952     | Bochumer Verein                             |
| IV  | Joseph         | a′ - 8             | Bronze   | 0935             | 0500         | 1922     | Albert Junker und Bernard Edelbrock, Brilon |

Glocke I: JOHANN-BAPTIST-GLOCKE
SANCTE JOHANNES BAPISTA, ORA PRO NOBIS

MECKENHEIM, PAROCHIA MEA DILEGTA

IN AETERNUM SIS BENEDICTA
1952
Hl. Johannes der Täufer, bitte für uns.
Meckenheim, meine geliebte Pfarrei,
in Ewigkeit
sollst Du gesegnet sein.
Glocke II: KATHARINEN-GLOCKE
HAEC CAMPANA SONAT, QVAE NVNC CHATARINA VOCATA EST NOSTRIS COLLECTIS AERE RENATA PROBIS
Diese Glocke, die nun Katharina genannt wird, ist mit unseren freigebigen Sammlungen aus Bronze wiedergeboren
(Das Chronogramm ergibt die Jahreszahl 1819. Unter dem Chronogramm befindet sich ein Relief, das die Kreuzigungsgruppe darstellt.)
BEI CONSECRATION DER GLOCKE SIND ZEUGEN: KARL CHRISTOPH WUELFING, BUERGERMEISTER, MIT KATHARINA SCHAEFER GENANT ROTH, HEINRICH GOTSCHALK MIT CHRISTINA SCHAEBEN GENANT SCHUMACHER
Rückseite:
GEGOSSEN DURCH GEBRUEDER CLAREN IN SIEGLAR

MECKENHEIM, DEN 20. AUGUST 1819, DA FRIEDRICH WILHELM KOENIG, DER HERR VON IMHOF UNSER LANDRATH,

KARL CHRISTOPH WUELFING BUERGERMEISTER, FERDINAND EICHEN BEIGEORDNETER, JOHANN ADAM SCHMITZ PASTOR,

HEINRICH GOTSCHALK PRAESIDENT DES KIRCHENRATHS UND ANDREAS ROTH EMPFAENGER,

KASPAR DORTEN, WILHELM BUNGART, UND SERVATIUS ZIMMERMANN KIRCHENMEISTER SIND.
Glocke III: MARIEN-GLOCKE
SANCTA MARIA

ERBITT VON GOTT UNS FRIEDEN

ERFLEH UNS EINIGKEIT

VERSÖHNE WAS GESCHIEDEN

UND TRÖSTE UNS IM LEID.
1 9 5 2
Glocke IV: JOSEPHS-GLOCKE
SANCTE JOSEPH,

MORIENTIUM PIE PATRONE,
INTERCEDE PRO NOBIS MORITURIS!
Heiliger Joseph, frommer Patron der Sterbenden,
sei Fürsprecher für uns Sterbliche!
- Glocken I-IV Präfationsgeläutemotiv (per omnia saecula saeculorum, d-f-g-g-a-g-g-f-g-g-f-f)